# 小林孝司
小林 孝司（こばやし たかし、1974年5月3日 - ）は、NHKのチーフアナウンサー。

## 来歴
埼玉県久喜市出身。埼玉県立浦和高等学校、早稲田大学第一文学部卒業後、1998年入局。

## 人物

### 趣味・特技
ランニング（フル3時間30分）、油彩、アコースティックギター

### 嗜好
最近はやぎ刺し。食べた翌日疲れがとれる。

### 心身リフレッシュ術
ランニング、登山、トレッキング

## エピソード
- 高校時代は陸上部に所属しており、"もも上げ"は部の仲間から「キレイなフォーム」だとほめられていたという[2]。
- もしアナウンサーになってなかったら、新聞記者になりたかった[1]。
- 東海道およそ500キロをランニングで走破したことがある[1]。
- あさイチの公式Instagramで夏目漱石の『こゝろ』を朗読している[3]。

## 現在の出演番組
- 北海道のニュース
  - ニュース北海道645
  - ほっとニュース845
- ほっとニュース北海道 ニュースリーダー（不定期）
- デスク業務

## 過去の出演番組
松江放送局時代
- 島根県のニュース・中継・リポート

富山放送局時代
- とやま 夢・航海 リポーター
- 富山県のニュース・中継・リポート
- イブニングアクセス富山 （松井治伸のキャスター代行）

東京アナウンス室（1度目）
- 生活ほっとモーニング リポーター
- NHKジャーナル（2008年8月11日 - 15日）鹿野睦のキャスター代行
- NHKニュース おはよう日本（「Check!エンターテイメント」担当、2009年度）
- 追跡!AtoZ（追跡チーム、2010年9月25日・2011年8月12日）
- サイエンスZERO ナレーション
- ワイルドライフ（BSプレミアム） ナレーション

札幌放送局時代（1度目）
- ネットワークニュース北海道（2013年8月26日 - 30日）登坂淳一のキャスター代行
- さわやか自然百景 ナレーション
  - 北海道 室蘭 絵鞆半島（2014年10月19日）
  - 北海道 厳冬 網走（2015年3月29日）
- Nスペ5min.  戦後70年 ニッポンの肖像  日本人と象徴天皇（2015年4月18日）ナレーション

沖縄放送局時代
- 沖縄県のニュース
- 沖縄熱中倶楽部（不定期、編集責任者）
- おきなわHOTeye（編集責任者）
- ニュース845沖縄（不定期）
- おはよう沖縄（不定期）
- 沖縄放送局制作番組の編集責任者
- 管理業務全般
- 放送部副部長

東京アナウンス室時代（2度目）
- 信州845（2022年8月17日）NHK長野放送局の応援
- 長野県のニュース（2022年8月18日）NHK長野放送局の応援
- あさイチリポーター

札幌放送局時代（2度目）
- さわやか自然百景 ナレーション
  - 北海道 清流 尻別川（2024年8月11日）
  - 北海道 サロマ湖の干潟（2024年11月24日）